# コスモス1号
コスモス1号 (Cosmos 1) は、コスモススタジオと惑星協会による、ソーラーセイルの実験を目的としたプロジェクトである。プロジェクトの一環として、無人のソーラーセイル実証機が2005年6月21日19時46分09秒（UTC）にバレンツ海で潜水艦ボリソグレブスクから打ち上げられた。しかし、ロケットの失敗により、予定された軌道に達しなかった。軌道に入ると、宇宙機は大きな帆を広げ、太陽からの光子に押されて加速する予定であった。
ミッションが成功していれば、コスモス1号は加速にソーラーセイルを使用した最初の宇宙機になっていた。プロジェクトの予算は400万ドルだった。惑星協会は、さらに400万ドルの予算をかけてコスモス2号を計画、ISS補給ミッションに使用されるソユーズで打上げる予定であった。ディスカバリーチャンネルが初期から投資していたが、技術の進歩と運搬重要の増大のため、ライトセイル1号に置き換えられることが2009年11月に発表された。

## 計画されていたミッション
太陽帆のコンセプトを検証するため、コスモス1号プロジェクトでは8枚の帆を装備した軌道宇宙機を2005年6月21日に打ち上げた。宇宙機の質量は100kgで、打上げ後に中央のハブから8枚の三角形の帆が展開される。帆の長さはそれぞれ15m、表面積は合計600平方mであり、アルミニウム蒸着ポリエチレンテレフタラートでできている。
宇宙機は、バレンツ海で潜水艦ボリソグレブスクから潜水艦発射弾道ミサイルR-29Rを転用したヴォルナで打ち上げられた。最初の円軌道は高度800kmで、ここで帆が広げられる。帆によって宇宙機の高度は徐々に上昇し、「ミッションが終了する30日後には、宇宙船の高度は50から100kmも上昇する」と惑星協会のルイス・フリードマンは語っていた。
帆に使われるマイラー樹脂が日光による損傷を受けるため、ミッションは打ち上げから1カ月以内で終了すると想定されていた。

### ビーム推進の可能性
太陽帆船は、レーダーからの人工マイクロ波の効果を測定する目的でも用いられる。アメリカ航空宇宙局のディープスペースネットワークが持つゴールドストーン天文台にある直径70mのアンテナは、450kWのビームを帆に放射するのに用いられる。このレーザー推進の実験は、太陽帆船を制御して運行させるという主要ミッションに付加的に行われるものである。

### 追跡
この宇宙船は、地球上のほとんどの場所から裸眼で観測することができる。予定された軌道の軌道傾斜角は約80°である。そのため、南北の緯度が約80°までの範囲で観測することができる。
モスクワ南120kmのタルサ駅、カリフォルニア大学バークレー校の宇宙科学研究所等の世界中の機関から構成される追跡ネットワークがミッションの間中の接触を保とうと試みた。ミッションコントロールは、モスクワのラーボチキン宇宙船設計局に置かれた。

## 物理
宇宙機は、帆にぶつかる光子の放射圧を受けて、軌道を回るごとに徐々に加速される。光子が帆の表面で反射すると、運動量が伝達される。加速を抑制する空気抵抗がないため、加速の大きさは、単位時間あたりに帆にぶつかる光子の数に比例する。地球上では、日光による加速の大きさは約5×10-4 m/s2 である。1日で宇宙船の速度は45m/sになり、100日間では4500m/s、2.74年経つと45000m/sにも達する。
この速度を保てば宇宙船は5年で冥王星に到着できるが、帆に当たる光子の数は、太陽から遠くなると劇的に減少する。しかし地球付近では、太陽帆による加速はイオンエンジンによるスマート1の最大加速2×10-4 m/s2よりも大きい。

## その他
2005年6月に打ち上げられたメインの宇宙船の他に、コスモス1号プロジェクトでは次の2機の宇宙機が製作された。
- 2枚帆の宇宙機で、2001年に弾道飛行軌道試験が行われたが、ロケットとの分離に失敗した。
- 2機目の軌道宇宙機ライトセイル1号は[6]、2015年に打ち上げ成功した。

コスモス1号の帆の1枚が2003年にマンハッタンのロックフェラー・センターのオフィスに展示された。